# 希斯·萊傑
希斯克里夫·安德鲁·莱杰（英語：Heathcliff Andrew Ledger，1979年4月4日—2008年1月22日），澳大利亚男演员，奥斯卡最佳男配角奖得主，代表作为《断背山》和《黑暗骑士》，2008年因藥物過量逝世於美國紐約州紐約市，得年28歲。

## 個人經歷

### 早年生活
出生於西澳州珀斯，母親莎莉·萊傑·貝爾（閨姓蘭姆蕭）是一名法語老師，父親金·萊傑為賽車手，也是一名採礦工程師。母親來自蘇格蘭高地氏族，父親則是珀斯當地的名門望族出身。萊傑畢業於Gooseberry Hill的Mary's Mount小學，隨後進入吉爾福德文法學校中的預備學校就讀。萊傑16歲就與女朋友珍娜·索瑞爾投入演藝工作，後來回到珀斯拍攝影集Sweet，後來演出美國電視影集Roar。

### 私人生活
萊傑在拍攝《法外狂徒》時與娜歐蜜·華茲交往，不過在2004年4月分手。萊傑也曾經與麗莎·贊恩和海瑟·葛拉罕交往，最後則是情訂於演員蜜雪兒·威廉絲，兩人是在拍攝《斷背山》相遇，並育有一女（出生於2005年），而孩子的乾爸也是《斷背山》另一主角傑克·葛倫霍，乾媽則是演出《戀愛時代》的碧西·飛利浦。萊傑有時間就會與家庭同住在布魯克林、洛杉磯或雪梨，萊傑也賣了自己位於新南威爾士州布朗提的住宅，賣出的價錢為7百萬澳大利亞元。
2007年8月，美國US周刊有報導指出萊傑與威廉絲因為双方都事業心太重而分手，不過兩人並沒證實這則謠傳。9月4日，威廉絲的父親賴瑞證實兩人確實已經分開。
2008年初，媒體報導萊傑開始與同鄉模特兒吉瑪·沃德拍拖，據傳兩人共同出席2007年年底的跨年晚會。

## 逝世
2008年1月22日美東時間下午3點26分，希斯·萊傑被管家以及按摩師發現陳屍在位於紐約蘇豪區布魯街421號的自家住宅4樓。屍體被發現時全身赤裸地趴在睡床上，身旁留有大量安眠藥。警方在房間內找到其他的處方藥物，並未發現任何毒品，房間內部沒有明顯的自殺以及他殺痕跡。
在1月23日的初步驗屍時，萊傑的死因尚未確定。而2月6日的二輪驗屍報告出爐後，紐約驗屍處確認萊傑的死因為「急性藥物中毒」，肇因於萊傑同時服用鎮痛藥（羥考酮）、止痛劑、抗焦慮藥、鎮靜劑、安眠藥六種藥物，而通常處方是不會同時開立的，紐約驗屍處也斷定此次事件是意外。
各界在萊傑死後的反應，萊傑的前伴侶蜜雪兒·威廉絲聞訊時幾近崩潰，并搭機從瑞典飛往紐約。

## 各界致詞
|                                                           | 我們已經接受了這個悲劇事實，我們摯愛的兒子和瑪蒂達的父親，已經在美東時間3點半離我們而去。我們很感謝社會各界的關心，希斯在他短暫的一生中以各種方式影響別人，但卻很少人真正了解他，他是個很實、慷慨、仁慈、熱愛生命又無私的人，是許多人的榜樣。請各位能尊重我們並且讓我們平復希斯離去的哀痛 |
| ——2008年1月23日萊傑的雙親以及姐妹在萊傑母親的房子發表聲明 | |

|                      | 我國喪失了一名優秀的演員，他的英年早逝是一場悲劇。希斯·萊傑的精湛演技將會留存在人們心中 |
| ——澳大利亞總理陸克文 |                                                                                         |

## 影視作品列表

### 電影
| 年份 | 影片                   | 影片                                | 角色             | 備註 |
| 年份 | 譯名                   | 原名                                | 角色             | 備註 |
| ---- | ---------------------- | ----------------------------------- | ---------------- | --- |
| 2009 | 《帕納大師的魔幻冒險》 | The Imaginarium of Doctor Parnassus | Tony Shepard     | 去世後上映 |
| 2008 | 《蝙蝠侠：黑暗骑士》   | The Dark Knight                     | 小丑             | 去世後上映 第81届奥斯卡金像奖（最佳男配角） 第66屆金球獎（最佳男配角） 英國電影學院獎（最佳男配角） 土星獎（最佳電影男配角） 美國演員工會獎（最佳男配角） |
| 2007 | 《搖滾啟示錄》         | I'm Not There                       | Robbie Clark     | |
| 2006 | 《迷幻甜心》           | Candy                               | Dan Carter       | |
| 2005 | 《濃情威尼斯》         | Casanova                            | 傑可莫·卡薩諾瓦  | |
| 2005 | 《斷背山》             | Brokeback Mountain                  | Ennis Del Mar    | 第78屆奧斯卡金像獎（最佳男主角提名） 第63屆金球獎（最佳男主角 - 戲劇類提名） 英國電影學院獎（最佳男主角提名）                                             |
| 2005 | 《神鬼剋星》           | The Brothers Grimm                  | 雅各布·格林      | |
| 2005 | 《衝破顛峰》           | Lords of Dogtown                    | 斯基普·恩格隆    | |
| 2003 | 《食罪人》             | The Order                           | Alex Bernier     | |
| 2003 | 《法外狂徒》           | Ned Kelly                           | 奈德·凱利        | |
| 2002 | 《再戰豪情》           | The Four Feathers                   | Harry Faversham  | |
| 2001 | 《擁抱豔陽天》         | Monster's Ball                      | Sonny Grotowski  | |
| 2001 | 《騎士風雲錄》         | A Knight's Tale                     | William Thatcher | |
| 2000 | 《孤軍雄心》           | The Patriot                         | Gabriel Martin   | |
| 1999 | 《對面惡女看過來》     | 10 Things I Hate About You          | Patrick Verona   | |
| 1999 | 《屎蛋兩頭燒》         | Two Hands                           | Jimmy            | |
| 1997 | 不適用                 | Paws                                | Oberon           | |
| 1997 | 《魔岩风暴》           | Blackrock                           | Toby Ackland     | |

### 電視劇
| 年份 | 劇名         | 劇名          | 角色            | 備註      |
| 年份 | 譯名         | 原名          | 角色            | 備註      |
| ---- | ------------ | ------------- | --------------- | --------- |
| 1993 | 不適用       | Ship to Shore | Cyclist         | 3集       |
| 1996 | 不適用       | Sweat         | Snowy Bowles    | 26集      |
| 1997 | 《聚散離合》 | Home and Away | Scott Irwin     | 9集       |
| 1997 | 不適用       | Roar          | Conor           | 13集      |
| 2007 | 不適用       | Storm Hawks   | Cyclonian Talon | 配音；1集 |

## 外部連結
- 希斯·萊傑在互联网电影资料库（IMDb）上的資料（英文）